# Raïon de Lyskovo
Le raïon de Lyskovo (Лы́сковский райо́н) est une entité territoriale administrative de Russie de forme arrondissement (raïon) située dans l'oblast de Nijni Novgorod. Il correspond à l'okroug municipal du même nom. Son siège administratif est la ville de Lyskovo.

## Géographie
L'arrondissement (raïon) de Lyskovo se trouve dans la partie centrale de l'oblast de Nijni Novgorod. Il confine avec le raïon de Voskressenskoïe au nord et à l'est avec celui de Vorotynets, au sud-est avec celui de Spasskoïe, au sud avec celui de Kniaguinino et celui de Bolchoïe Mourachkino, au sud-ouest avec le raïon de Kstovo et au nord-ouest avec l'okroug urbain de Bor.
La Volga divise l'arrondissement en deux parties : la rive gauche, zone de forêt, et la rive droite, zone de steppe forestière. Sur son territoire, l'on trouve de grandes réserves d'argile et sur la rive gauche de la tourbe utilisée comme engrais. Les minéraux restants ont été identifiés, mais ne sont pas utilisés (argile expansée, gravier, roches carbonatées pour la cuisson à la chaux). La forêt et les sols moyennement limoneux prédominent.
Il s'étend sur 2 134,02 km².

## Histoire
Un fort sur le mont Olenina marque le début de l'histoire de Lyskovo dans la seconde moitié du XIVe siècle. Il est mentionné dans la chronique de Nikon le 28 janvier 1410. En 1660, les habitants quittent la zone du fort et s'installent sur la rive droite de la rivière Soundovik. Le monastère de la Trinité-Saint-Macaire est fondé au début du XVe siècle sur la rive gauche de la Volga.
Le 17 mai 1962, une partie du territoire du raïon supprimé de Rabotki est réuni au raïon de Lyskovo.

## Population
Recensements (*) ou estimations de la population :
| 1970   | 1989   | 2002*  | 2010*  |
| ------ | ------ | ------ | ------ |
| 56 715 | 46 895 | 43 755 | 39 964 |

| 2012   | 2013   | 2016   | 2019   |
| ------ | ------ | ------ | ------ |
| 39 854 | 39 537 | 38 624 | 37 849 |

| 2020   | 2021   | - | - |
| ------ | ------ | - | - |
| 37 407 | 35 061 | - | - |

Urbanisation
La population urbaine (ville de Lyskovo) représente 61,77% de la population du raïon.
Origine ethnique (dite nationalité en Russie)
- Russes — 97,25 %,
- Tchouvaches — 1 %,
- Ukrainiens — 0,35 %,
- Mordves — 0,24 %,
- Maris — 0,2 %,
- Biélorusses — 0,13 %,
- Tatars — 0,1 %,
- Juifs — 0,02 %,
- autres — 0,71 %.

## Subdivisions administratives

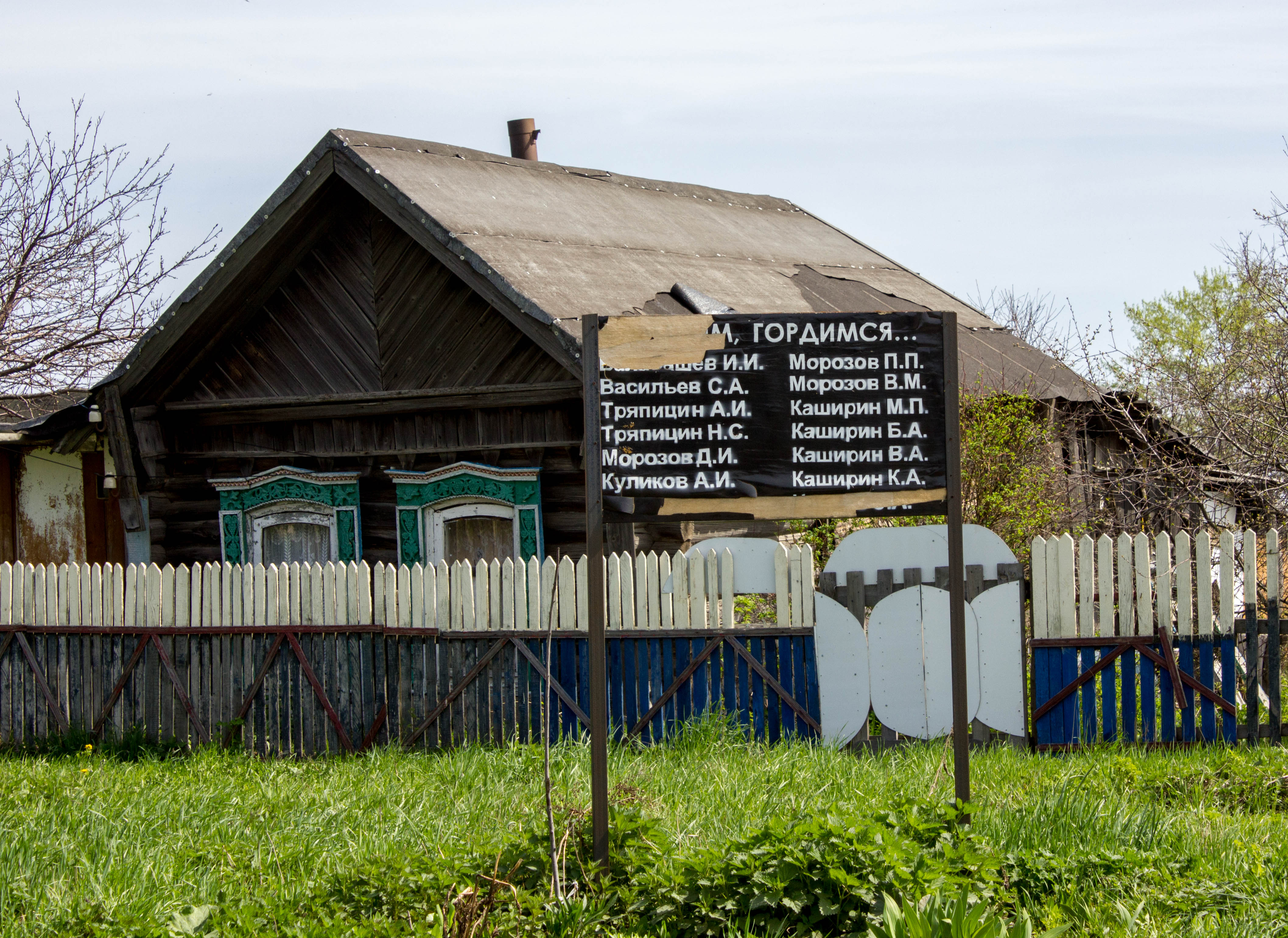
Le village de Loujki.

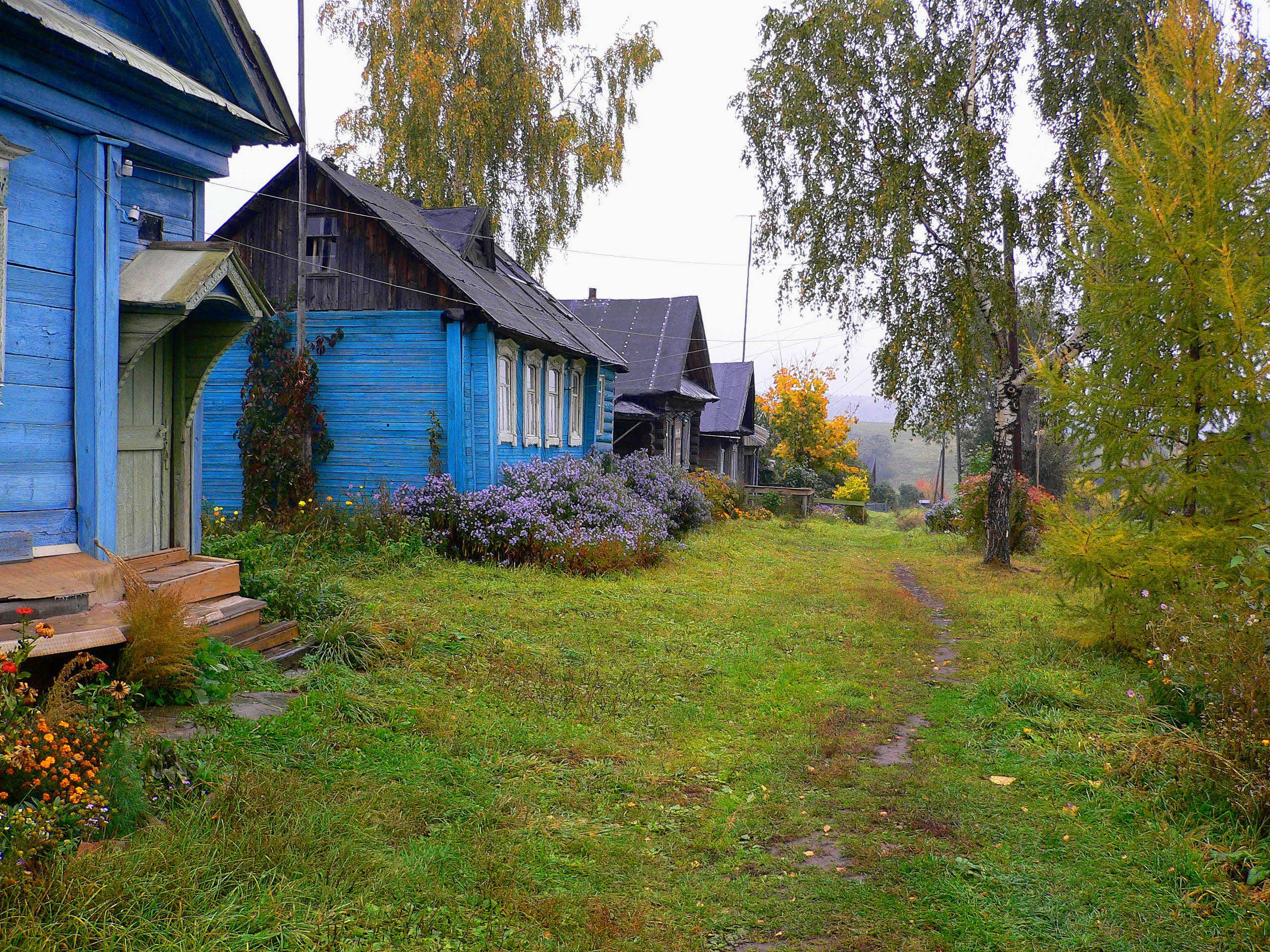
Isbas à Lytkino (conseil rural de Kislovka) au début de l'automne.

Le raïon (arrondissement) de Lyskovo est partagé en neuf entités territoriales: une ville d'importance d'arrondissement, Lyskovo, et huit conseils ruraux,.
- Ville de Lyskovo (siège Lyskovo): 2 localités pour 21 358 habitants[4]
- Conseil rural de Barmino (siège Barmino): 4 localités pour 1 958 habitants
- Conseil rural de Berendeïevka (siège Berendeïevka): 11 localités pour 1 025 habitants
- Conseil rural de Kirikovo (siège Kirikovo): 12 localités pour 1 569 habitants
- Conseil rural de Kislovka (siège Niva): 19 localités pour 1 390 habitants
- Conseil rural de Krasny Osselok (siège Krasny Osselok): 10 localités pour 3 669 habitants
- Conseil rural de Lenkovo (siège Lenkovo: 25 localités pour 2 289 habitants
- Conseil rural de Trofimovo (siège Trofimovo): 7 localités pour 2 567 habitants
- Conseil rural de Valki (siège Valki): 12 localités pour 1 562 habitants

NB: chiffres de 2020.
Il y a 102 localités de peuplement dans le raïon de Lyskovo.
Village supprimé
- Peniachka (la population est installée ailleurs après l'incendie de 1972)

## Économie
Agriculture
Les pommes de terre, les légumineuses sont abondamment cultivées dans l'arrondissement, ainsi que les arbres fruitiers. L'élevage est surtout dirigé vers l'élevage de bovins, de porcs et de moutons.
Industrie
- Usine de raccords métalliques de Lyskovo
- Usine de bière de Lyskovo
- Usine électrotechnique de Lyskovo
- Entreprises agroalimentaires
- Plusieurs fabriques textiles de couture, tissus, tricotages...

Les principales entreprises industrielles sont au nombre de 17.
| Entreprises                                             | CA en million de roubles |
| ------------------------------------------------------- | ------------------------ |
| 1. ОАО «ЛЭТЗ» LETZ                                      | 357,1                    |
| 2. ОАО «МФЗ» MFZ                                        | 3,4                      |
| 3. Boulangerie industrielle de Lyskovo                  | 28,7                     |
| 4.ОАО «Маслосырзавод» Compagnie de produits laitiers    | 9,2                      |
| 5. ЗАО "Пивзавод «Лысковский» Usine de bière de Lyskovo | 77,8                     |
| 6.ЗАО «Лысковские узоры»                                | 2,1                      |
| 7. ОАО «Ремонтник» Remontnik                            | 4,4                      |
| 8. ЗАО «Консервный завод» Usine de conserves            | 4,2                      |
| 9. ОАО «Реалбаза хлебопродукт» Boulangerie industrielle | 2,4                      |
| 10. ОАО «Трикотажная фабрика» Fabrique de tricotage     | 3,9                      |
| 11. Мебельная фабрика Fabrique de meubles               | 0,9                      |
| 12. ИТК-16                                              | 23,5                     |
| 13. МУП «Типография» Typographie                        | 0,8                      |
| 14. ООО «Колос» Kolos                                   | 1,5                      |
| 15. Райпотребсоюз Raïpotrebsoyouz                       | 6,5                      |
| 16. МУП «Дом бытовых услуг»                             | 1,2                      |

La plus grande part en termes de production dans le volume total de la production industrielle de la région est l'OJSC Usine électrotechnique de Lyskovo (67,7 %).
Transport
La longueur des routes dans la région est de 290 kilomètres. Un tronçon de l'autoroute fédérale Moscou-Oufa (M-7 Volga) traverse l'arrondissement sur 65 kilomètres. La longueur de la Volga baignant l'arrondissement est de 72 kilomètres. Il existe également onze rivières non navigables. La distance entre le chef-lieu d'arrondissement (Lyskovo) et la capitale régionale (Nijni Novgorod) est de 93 kilomètres.
Il existe trois entreprises de transport:
- ОАО «Лысковоавтотранс» Lyskovoavtotrans: transport de camions de marchandises;
- МУП «Лысковское ПАП» Lyskovskoïe PAP: transport de passagers;
- Port fluvial, transport de marchandises et de passagers.

Il y a plusieurs quais sur la Volga: Viazilki, Makarievo, Prossek, Krasny Yar, Velikovskoïe et Barmino. Il y a un ferry Lyskovo-Makarievo.

## Symbolique officielle
Le drapeau du raïon de Lyskovo a été adopté par une décision du 28 juin 2006 lors de l'assemblée du raïon municipal de Lyskovo de l'oblast de Nijni Novgorod. Il s'agit d'un rectangle avec un rapport largeur/longueur de 2:3, divisé horizontalement par une ligne ondulée en deux parties inégales: blanc (taille globale dans les 4/9 de la largeur du tissu) avec la représentation d'une forteresse rouge et une image bleue portant au milieu un navire jaune chargé des armoiries de l'arrondissement de Lyskovo.

## Religion

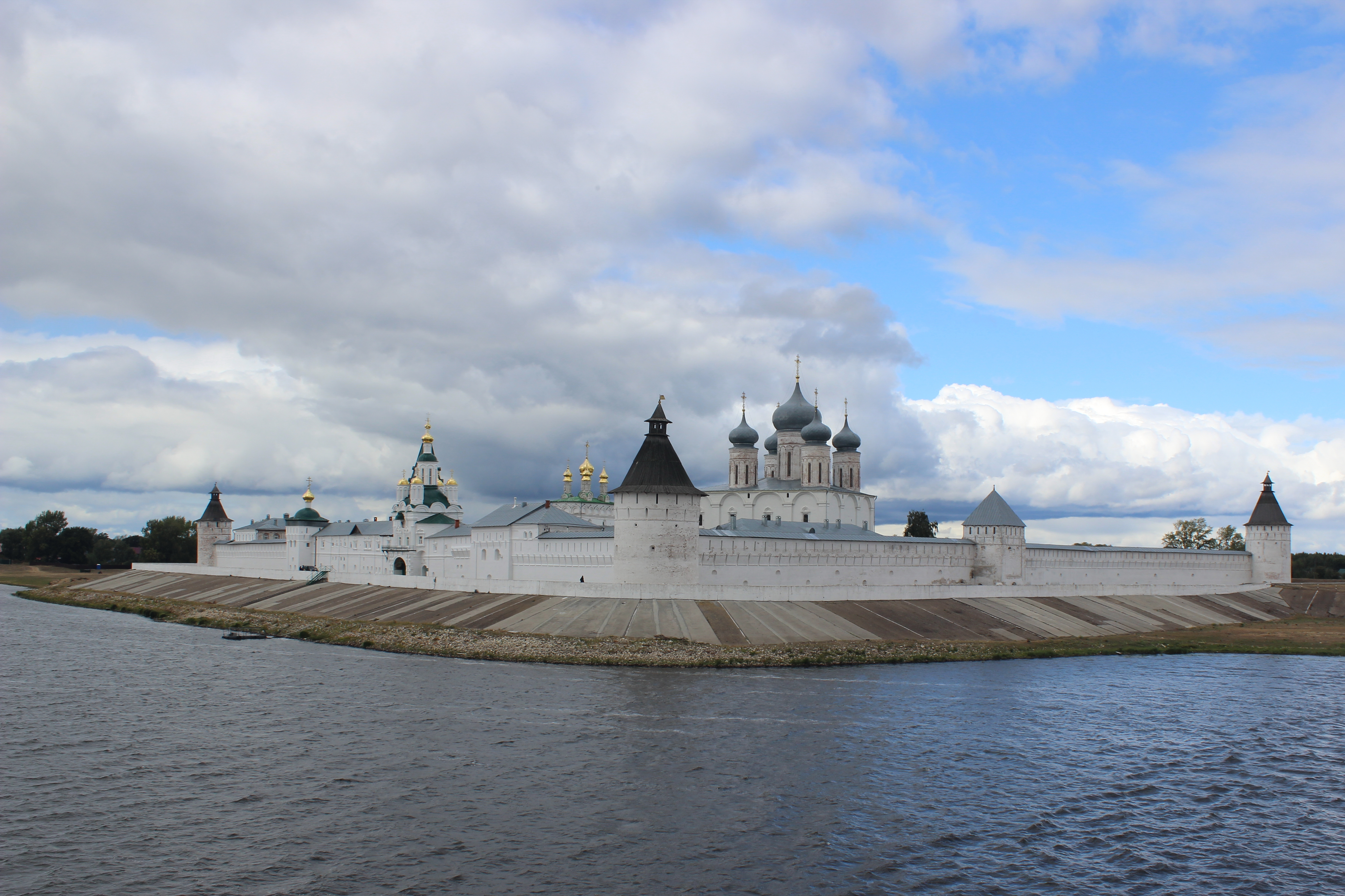
Le monastère de la Trinité-Saint-Macaire.

La majorité de la population est de religion orthodoxe russe et dépend de l'éparchie de Lyskovo dont le siège est la cathédrale de l'Ascension de Lyskovo. Le monastère de la Trinité-Saint-Macaire, au bord de la Volga, est le foyer spirituel de la région.